# Sterrengebergte
Het Sterrengebergte (Indonesisch: Pegunungan Bintang) is een kalksteengebergte in de binnenlanden van Nieuw-Guinea behorende tot de Indonesische provincie Papoea. Het betreft het meest oostelijke berggebied van het Maokegebergte gelegen ten oosten van de Baliemvallei en zich uitstrekkend tot over de grens met Papoea-Nieuw-Guinea. Het hoogste punt is de Puncak Mandala, vroeger de Julianatop met een hoogte van 4760 meter.
Het bijna ondoordringbare westen van het Sterrengebergte werd in 1959 voor het eerst door een Nederlandse expeditie, de zogenaamde Sterrengebergte-expeditie, bezocht. Met de oprichting van de bestuurspost Mabilabol in de Sibil-vallei (Oksibil) werd het gebied als laatste deel van Nederlands-Nieuw-Guinea onder Nederlands bestuur gebracht. 
In 1960 werd noordelijker een landingsbaan aangelegd door de Nederlandse katholieke missie waarbij het plaatsje Abmisibil werd gesticht.
De bevolking van het gebied heet Ngalum en spreekt een taal met dezelfde naam. De bevolking heeft nauwe connecties met verwanten over de grens in Papoea-Nieuw-Guinea.
De dorpsgemeenschappen noemen zich naar de rivieren waaraan de dorpen liggen. In de volkstaal is de naam voor water of rivier  Ok. In het gebied komen dorpjes voor met namen als Oksibil, Okbi, Okbab, Okse, Oklip, Oktangelap etc.
In Oktedi in Papoea-Nieuw-Guinea is een grote kopermijn die door een Australische mijnbouwonderneming wordt geleid.